# Oben

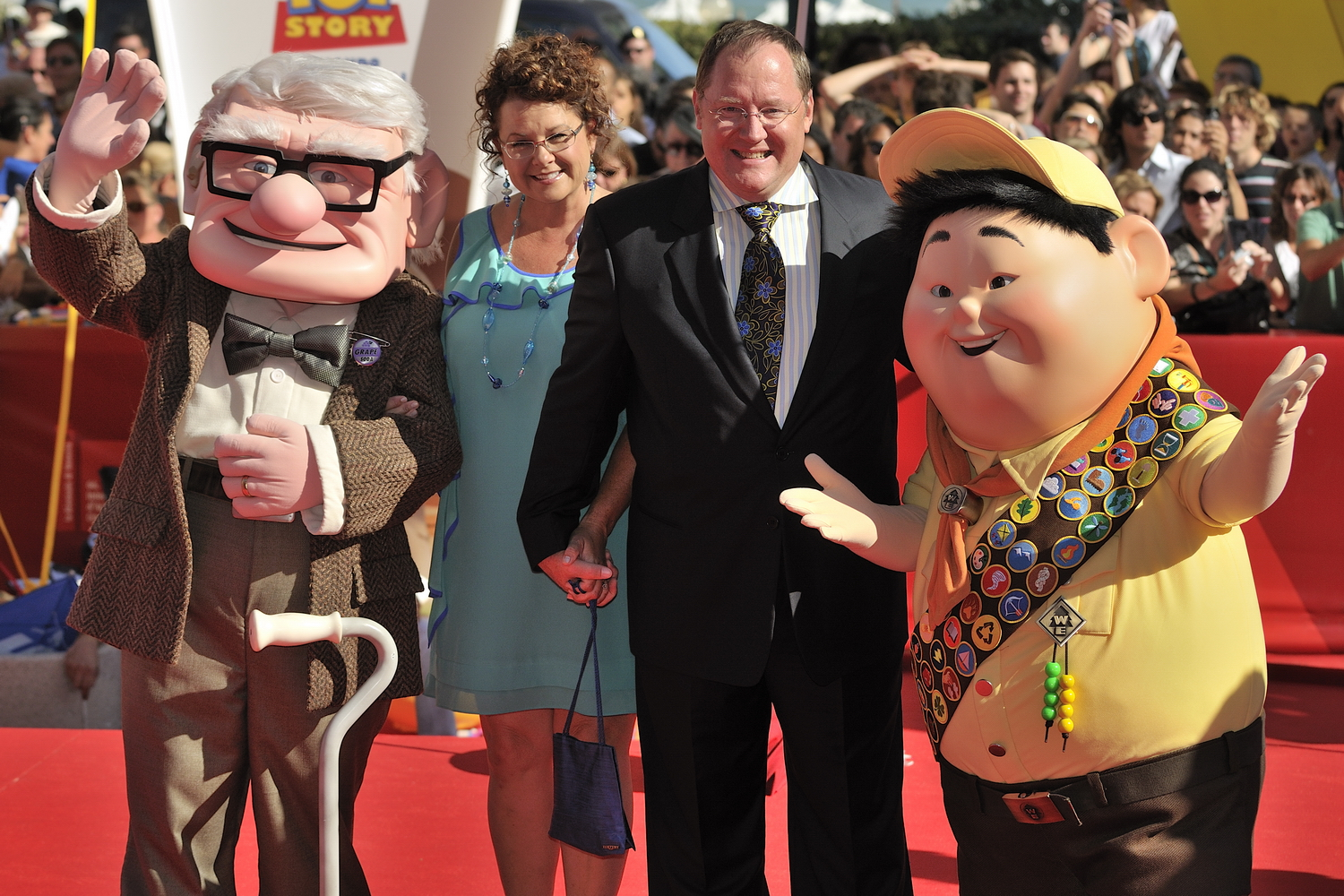
John Lasseter mit den Figuren Carl und Russell

Oben (Originaltitel Up) aus dem Jahr 2009 ist der zehnte computeranimierte Spielfilm der Pixar Animation Studios und der Walt Disney Company. Die Premiere war am 13. Mai 2009 als offizieller Eröffnungsfilm der internationalen Filmfestspiele von Cannes. Der deutschsprachige Kinostart erfolgte am 17. September 2009. Es ist die erste Pixar-Produktion eines 3D-Films. In der Oscarverleihung 2010 erhielt Oben fünf Nominierungen und konnte die Kategorien Bester Animationsfilm und Beste Filmmusik für sich entscheiden. Der Vorfilm zu Oben ist Teilweise wolkig. Die 2021 erschienene Pixar-Serie Dug-Tage, wo „Dug“ der Golden Retriever von Mr. Fredericksen im Mittelpunkt steht, ist eine Fortsetzung von Oben.

## Handlung
Der Film beginnt mit einem Prolog, in dem die Lebensgeschichte des Protagonisten erzählt wird. Carl Fredricksen ist als Kind begeistert von dem Abenteurer und Entdecker Charles F. Muntz. Auf dem Heimweg trifft er Ellie, die genauso Fan von Muntz ist. Sie erzählt Carl von ihrem Wunsch, ein Haus neben den Paradise Falls in Südamerika, die Muntz entdeckt hat, zu bauen und bringt den schüchternen Carl kurzerhand dazu, ihr das zu versprechen. Die beiden verlieben sich ineinander und heiraten schließlich. Sie bleiben ein Paar und die Kinderwünsche und das gemeinsame Glück lassen den Kindheitstraum vorerst zweitrangig werden. Doch Ellie verliert ihr Kind und sie beginnen, Geld für die Verwirklichung des Wunsches zu sammeln. Doch Unfälle und andere Zwischenfälle verhindern dies immer wieder. Als Carl schließlich Flugtickets nach Südamerika kauft, wird Ellie – beide sind mittlerweile alt geworden – schwer krank und stirbt. Carl ist bei Einsetzen der Handlung einsam und traurig.
Zu Beginn des Filmes wohnt der 78-jährige Carl Fredricksen nach wie vor in seinem Haus, das inzwischen ein Bauunternehmen aufkaufen und abreißen will, um dort Neubauten zu errichten. Als einer der Arbeiter versehentlich Carls Briefkasten beschädigt, schlägt Carl ihm mit seinem Gehstock auf den Kopf. Er wird entmündigt und soll ins Altersheim eingewiesen werden. Als die Pfleger ihn abholen wollen, flieht Carl mitsamt seinem Haus, das er mit Tausenden von Luftballons zum Fliegen bringt. Er will endlich zu den Paradise Falls aufbrechen.
Versehentlich nimmt er jedoch den ungeschickten 8-jährigen Pfadfinder Russell mit, der unter der Veranda nach einer (von Carl erfundenen) Schnepfe gesucht hat, da er „einem älteren Menschen helfen“ soll, um dadurch das letzte einer Reihe von Abzeichen zu erlangen. Trotz eines gewaltigen Unwetters gelangen die beiden schließlich nach Südamerika. Als sie in dichten Wolken auf ein Felsplateau prallen und aus dem Haus geschleudert werden, sehen sie zum ersten Mal die Paradise Falls. Sie müssen jedoch zu Fuß weitergehen, da viele Luftballons geplatzt sind, und ziehen das niedrig schwebende Haus an Seilen hinter sich her. Sie treffen auf einen riesigen bunten Vogel, den Russells Schokolade angelockt hat. Russell nennt den Vogel „Kevin“ – wobei er bald merkt, dass es sich eigentlich um ein Weibchen handelt, das seine Jungen sucht. Russell erzählt, dass er sich die Wildnis anders vorgestellt hat, und man bekommt einen Einblick in Russells unangenehme Familienverhältnisse. Zu dem Trio gesellt sich sodann ein Hund namens Dug, der mittels eines speziell entwickelten Halsbandes sprechen kann und erfolglos versucht Kevin zu fangen.
Die vier werden plötzlich von einer ebenfalls sprechenden Hundemeute gejagt. Es stellt sich heraus, dass die Hunde Charles Muntz gehören, der immer noch auf der Jagd nach dem mysteriösen „Monster der Paradise Falls“ ist, dessen Fund ihn in Carls Kindheit berühmt gemacht hatte, bis Wissenschaftler die Echtheit des von ihm gezeigten Skeletts angezweifelt hatten. Um seinen Ruf wiederherzustellen, muss er es lebendig fangen, weshalb er in seinem Luftschiff Spirit of Adventure in der Nähe der Paradise Falls lebt. Carl gesteht ihm, ein großer Fan zu sein, woraufhin Muntz ihn und Russell zum Abendessen einlädt. Dabei verplappert sich Russell und Muntz erfährt, dass der gesuchte Vogel mit seinen Gästen befreundet ist. Carl erkennt, dass Muntz vor nichts zurückschreckt, um seinen Ruf wiederherzustellen, und flieht mit Russell und Dug aus dem Luftschiff. Bei der Flucht wird Kevin verletzt. Carl und Russell transportieren die verletzte Kevin auf dem fliegenden Haus zu ihren Jungen. Kurz vor ihrem Ziel wird Kevin von Muntz gefangen, der auch noch Carls Haus anzündet. Carl rettet sein Haus vor den Flammen und nimmt dabei in Kauf, dass Muntz Kevin mitnimmt.
Da immer weniger Luftballons übrig sind und das Haus immer tiefer sinkt, wendet er seine letzten Kräfte auf, um es zu den Paradise Falls zu bringen. Das Haus sinkt kurz vor den Fällen zu Boden. Im Haus sitzend, blättert Carl noch einmal durch Ellies Abenteuerbuch. Unter der Überschrift „Was ich erleben will“ findet er anstatt der leer geglaubten Seiten jedoch Fotos aus seinem und Ellies Leben. Unter dem letzten Foto der beiden steht handschriftlich „Danke für das Abenteuer – such dir ein Neues! In Liebe, Ellie“. Russell versucht derweil, mit einigen Ballons davonzufliegen, um Kevin zu helfen. Carl beschließt spontan, ihm zu folgen. Er wirft das gesamte Mobiliar aus dem Haus, um es leichter zu machen.
Bei einem Kampf im und um das Luftschiff von Charles Muntz stürzt Muntz in die Tiefe. Carls Haus sinkt wegen vieler zerstörter Ballons langsam zu Boden. Carl und Russell bringen Kevin mit dem Luftschiff zu ihren Jungen. Dann fliegen sie nach Hause.
Zurück in der Heimat bekommt Russell eine Auszeichnung für den Dienst an Senioren. Eigentlich sollte Russells Vater ihm diese anstecken; doch stattdessen kommt Carl, um ihn auszuzeichnen. Statt des Pfadfinder-Ordens steckt er ihm einen Grape-Soda-Button von Ellie („den Ellie-Orden“) an. Muntz’ gesamte Hundemeute sitzt im Publikum. Zum Schluss sitzen Russell und Carl mit einem Eis auf dem Bordstein und zählen Autos nach Farben, so wie Russell es früher mit seinem Vater gemacht hat. Die letzte Szene zeigt Carls und Ellies Haus – es ist exakt neben den Paradise Falls gelandet und steht nun genau dort, wo es auf Ellies Zeichnungen hingehörte.
Im Abspann des Filmes werden Fotos gezeigt, auf denen zu sehen ist, dass Dug nun bei Carl wohnt und sie mit Russell eine Menge „kleiner“ Abenteuer unternehmen; letzten Endes ist das Leben für beide schöner geworden.

## Filmmusik
Der Soundtrack stammt wesentlich von Michael Giacchino. Die Titel „Carl’s Maiden Voyage“, „Muntz’s Dark Reverie“ sowie „Meet Kevin In The Jungle“ sind interpretiert von Skywalker Sound.
1. Up With Titles
2. We’re In The Club Now
3. Married Life
4. Carl Goes Up
5. 52 Chachki Pickup
6. Paradise Found
7. Walkin’ The House
8. Three Dog Dash
9. Kevin Beak’n
10. Canine Conundrum
11. The Nickel Tour
12. The Explorer Motel
13. Escape From Muntz Mountain
14. Giving Muntz The Bird
15. Stuff We Did
16. Memories Can Weigh You Down
17. The Small Mailman Returns
18. He’s Got The Bird
19. Seizing The Spirit Of Adventure
20. It’s Just A House
21. The Ellie Badge
22. Up With End Credits
23. The Spirit Of Adventure
24. Carl’s Maiden Voyage
25. Muntz’s Dark Reverie
26. Meet Kevin In The Jungle

## Produktion
Die Produktionskosten betrugen 175 Mio. US-Dollar.
Als Vorbild für die Paradiesfälle wurden die auch heute noch entlegenen Salto-Angel-Wasserfälle verwendet. Die Figur des Carl Fredericksen basiert auf dem Aussehen und auch zum Teil auf den Filmfiguren des US-Filmstars Spencer Tracy.
Wie bei jedem Pixar-Film werden auch im Abspann von Oben die sogenannten „production babies“ aufgelistet; dies sind Kinder des Pixar-Teams, die während der Filmproduktion auf die Welt kamen.

## Synchronisation
Die deutsche Synchronisation entstand nach einem Dialogbuch von Pierre Peters-Arnolds unter seiner Dialogregie im Auftrag der Film- & Fernseh-Synchron.
| Rolle                         | Originalsprecher    | Deutscher Sprecher             |
| ----------------------------- | ------------------- | ------------------------------ |
| Carl Fredricksen              | Ed Asner            | Fred Maire (D) Otto Schenk (A) |
| Russell                       | Jordan Nagai        | Maximilian Belle               |
| Charles Muntz                 | Christopher Plummer | Karlheinz Böhm                 |
| Dug                           | Bob Peterson        | Dirk Bach                      |
| Junge Ellie                   | Elizabeth Docter    | Isabelle Rauscher              |
| Movietown-Nachrichtensprecher | David Kaye          | Kai Taschner                   |
| Alpha                         | Bob Peterson        | Claus-Peter Damitz             |
| Gamma                         | Jerome Ranft        | Pierre Peters-Arnolds          |
| Beta                          | Delroy Lindo        | Stefan Günther                 |
| Polier Tom                    | John Ratzenberger   | Reinhard Brock                 |
| Oberpfadfinder Strauch        | Pete Docter         | Manfred Trilling               |
| Bauarbeiter Steve             | Danny Mann          | Gerd Meyer                     |
| Polizistin Edith              | Mickie McGowan      | Ecaterina Dimitriu             |
| Pfleger George                | Donald Fullilove    | Ole Pfennig                    |
| Pfleger AJ                    | Jess Harnell        | Crock Krumbiegel               |
| Junger Carl                   | Jeremy Leary        | Lenny Peteanu                  |

## Rezeption

### Kritiken
Oben erhielt überwiegend positive Kritiken. Bei Rotten Tomatoes fielen 98 % von 280 Kritiken positiv aus, der Film erreichte dort 8,7 von 10 Punkten. Bei IMDb erhielt der Film (mit 8,3/10) eine gute Bewertung.

„[Der Film] lässt uns höchstes Glück und tiefste Trauer empfinden. Wer von Oben nicht zu Herzen gerührt wird, muss sich fragen, ob er eines hat. Vielleicht ist es noch nie zuvor einem Film gelungen, den Zuschauern das Tempo, mit dem das Leben dahinrast und dabei viele unerfüllte Träume zurücklässt, so eindringlich spüren zu lassen: […]“

„In einer grandiosen, dialoglosen Anfangsmontage erfasst der Film das heimelige Glück und den hilflosen Verlust des Mannes, der sich schließlich gegen sein Schicksal wehrt, indem er seinem bedrohten Zuhause Flügel verleiht. […] [In Südamerika] folgt die Handlung dann konventionelleren Mustern, […] Dazwischen findet Oben aber immer wieder so genial einfache wie poetische Bilder, […] Bilder von Verlust, Trauer und Tod in einem Disney-Film, der erwachsener denn je ist.“

„Carl, Russell und Kevin (so heißt der Paradiesvogel) dürften ihren Platz in der Filmgeschichte trotzdem sicher haben: als Hauptfiguren in dem ersten 3-D-Film, der seine famose neue Technik komplett dem Geschichtenerzählen untergeordnet hat.“

„Das ist eine etwas zu penetrante Mischung aus psychotherapeutischem Wissen und ‚Überwinde dich selbst!‘-Rhetorik.“

„Pete Docters ‚Up‘ ist voller komischer Einfälle und doch meist melancholisch – weil es darum geht, dass man immer nach vorne sehen muss, egal, wie sehr man in der Vergangenheit geliebt hat.“

„Pixars große und überraschende Familienunterhaltung von Pete Docter und Bob Peterson (Die Monster AG) setzt dem Abenteuer-Genre der Pulp-Literatur und Film der Dreißiger Jahre mit einer zärtlichen Fantasy ein Denkmal. Wie in Wall-E – Der letzte räumt die Erde auf spürt man auch hier den epischen Geist von Charlie Chaplins großen Komödien und darf sich davon verzaubern lassen“

„Die Animation ist wundervoll anzusehen und erfrischend ‚unniedlich‘ – die Dialoge sind witzig und der ganze Film strahlt eine altmodische Herzlichkeit aus, die sich so selten findet. Die Bildsprache schafft es immer wieder fantastische Momente einzufangen, die im Grunde aber doch in der Realität verwurzelt sind. Dass ganz nebenbei die Themen Alter, Trauer und Verlust auf liebenswert unschmierige Weise abgehandelt werden, ist nur eine Stärke dieses Films.“

### Einspielergebnis
Bereits am Startwochenende erreichte der Film in den Vereinigten Staaten ein Einspielergebnis von 68,1 Mio. US-Dollar und damit Platz 1. Insgesamt spielte der Film 293,0 Mio. US-Dollar in den Vereinigten Staaten und umgerechnet etwa 442,1 Mio. US-Dollar auf internationaler Ebene ein (davon etwa 33 Mio. US-Dollar aus dem deutschsprachigen Raum), was zusammen etwa 735,1 Mio. US-Dollar ergibt. Damit ist Oben nach Toy Story 3, Findet Nemo, Alles steht Kopf, Findet Dorie und Die Monster Uni der sechsterfolgreichste Animationsfilm aus dem Hause Pixar.

### Auszeichnungen
Bei der Verleihung der Annie Awards am 6. Februar 2010 führte Oben mit neun Nominierungen das Feld der favorisierten Filme gemeinsam mit Coraline (10 Nominierungen) an und gewann die Preise für den besten Animationsfilm und die beste Regie.
Bei der Golden-Globe-Verleihung 2010 wurde die Pixar-Produktion mit dem Preis für den besten Animationsfilm ausgezeichnet. Diese Auszeichnung hat Pixar nun bereits zum vierten Mal in Folge erhalten. Außerdem erhielt Filmkomponist Michael Giacchino den Golden Globe Award für die beste Filmmusik. Bei der Verleihung der britischen BAFTA Awards errang der Film ebenfalls Siege in den Kategorien Animationsfilm und Filmmusik.
Bei der Oscarverleihung 2010 erhielt Oben fünf Nominierungen: In den Kategorien Bester Film, Bester Animationsfilm, Bestes Originaldrehbuch, Beste Filmmusik und Bester Tonschnitt. Der Film konnte die Kategorien Bester Animationsfilm und Beste Filmmusik für sich entscheiden.
Bei den Grammy Awards 2010 erhielt Oben einen Grammy für Bestes komponiertes Soundtrackalbum für Film, Fernsehen oder andere visuelle Medien.
Das 4-Disc-Set (Blu-ray) wurde mit dem Video Champion in der Kategorie Family Entertainment ausgezeichnet.

## Computerspiel
THQ veröffentlichte zum Film Oben: Das Videospiel für PC, Mac, PlayStation 2, PlayStation Portable, Xbox 360, Playstation 3, Nintendo Wii, Nintendo DS und iOS. Es handelt sich um 3D-Action-Adventure, mit dem der Spieler manche Figuren aus dem Film steuern kann. Multiplayer-Funktion (Koop-Modus) ist vorhanden, jedoch ohne Onlinefähigkeit. Kritisiert wurde unter anderem die Präzision der Steuerung sowie der einfache Schwierigkeitsgrad der Rätsel.